# Ларс Еллестром
Ларс Еллестром (швед. Lars Elleström; 1960, м. Енгельхольм, Швеція — 5 грудня 2021) — шведський літературознавець і компаративіст.

## Освіта
Навчався в Лундському університеті. 1992 року захистив дисертацію, присвячену ліриці Карла Веннберга.

## Професійна діяльність
З 1998 року працює в Інституті шведської мови та літератури Університету Карла Ліннея. Професор кафедри порівняльного літературознавства.
Засновник Форуму інтермедіальних досліджень, голова правління Міжнародного товариства інтермедіальних досліджень.

## Публікації
Медіатрансформація: перенесення медіахарактеристик між медіа (2014).
Божественне безумство: іронічне потрактування літератури, музики та образотворчого мистецтва (2012).
Межі медіа, полімодальність та інтермедіальність (2010).

## Покликання
- Lars Elleström [Архівовано 19 листопада 2015 у Wayback Machine.]
- Lars Elleström
- Linnaeus University Centre for Intermedial and Multimodal Studies
- International Society for Intermedial Studies[недоступне посилання з листопадаа 2019]

1. 1 2  Sveriges befolkning 1990 — Ramsele: Державний архів Швеції, 2011. — ISBN 978-91-88366-91-7
2. ↑  https://lnu.se/mot-linneuniversitetet/aktuellt/nyheter/2021/in-memoriam-lars-ellestrom/ — Університет Ліннея, 2021.
3. ↑  Sydsvenskan — 2022. — С. A23. — ISSN 1652-814X
4. 1 2 3  Чеська національна авторитетна база даних